# 时小雨
时小雨（1953年7月23日—），男，江苏苏州人，中华人民共和国政治人物。大学学历，毕业于福建林学院（现福建农林大学）。原福州市人民政府副市长。

## 生平
时小雨曾担任福建省建委主任助理、城建处处长；福建省建设厅党组成员、建筑业处处长；以及莆田市人民政府副市长等职务。2006年10月起担任福州市人民政府副市长，主要分管城乡规划、城市建设、市政公共事业、城市管理、房产管理、城市园林绿化、城市轨道交通建设等领域。在其任期末期，还一度兼任福州市城市地铁有限责任公司的董事长。2012年1月，因换届选举，不再担任副市长职务。2013年5月，被免除福州地铁公司董事长一职。
2014年3月19日，根据福建省监察厅的消息，福建省纪委对其涉嫌严重违纪问题进行立案调查；6月，福建省纪委将其涉嫌犯罪问题移送司法机关依法处理。在此之前，时小雨被调查的传闻已在福州坊间流传了一两年。根据消息人士透露，时小雨的落马，可能与福州市为了迎接2015年全国城市运动会而进行的规模空前的绿化工程有关。时小雨也是继杨爱金之后第二个落马的福州市原副市长。
2014年11月20日，福建南平市中级人民法院公开审理时小雨受贿案，并通过官方微博进行图文直播。根据公诉机关的指控，时小雨在担任莆田市副市长、福州市副市长期间，先后多次收受他人贿赂，共计人民币230万元、港币30万元。
12月6日，福建省纪委监察厅通报，时小雨因利用职务上的便利为他人谋取利益、本人或通过特定关系人收受巨额贿赂及与他人通奸三项罪名，构成严重违纪违法，被开除中共党籍、取消退休待遇、收缴违纪违法所得，并且其涉嫌犯罪问题已被移送司法机关依法处理。